# شب‌بوی خیری
شب بوی خیری (نام علمی: Erysimum cheiri) نام یک گونه از تیره شب‌بویان است.
گیاهی چند ساله، اغلب تا دو سال دوام دارد.
ساقه اش یک تنه داشته یا به چند شاخه منشعب شده و به ارتفاع ۱۵ تا ۸۰ سانتی‌متر می‌رسد.
برگ آن به‌طور کلی باریک و نوک تیز است و طولش ممکن است تا ۲۰ سانتی‌متر (۸ اینچ) هم برسد.
گل بالای ساقه است که به شکل گل آذین (مجموعه ای از چند گل کنار هم) درآمده و به شدت معطر است. هر گل دارای کاسبرگ متمایل به رنگ ارغوانی سبز و گلبرگ‌های گرد که دو تا سه سانتی‌متر طول و در سایه زرد روشن به قرمز و بنفش می‌باشد. گلبرگها پس از افتادن تخمهای باریک داخل غلاف (شبیه لوبیا) یا siliques مودار چند سانتی‌متری به جا می‌گذارند.

## کشت
این گیاه زینتی محبوب، به‌طور گسترده‌ای به عنوان گل معطر در بهار کشت می‌شود.
بسیاری از گونه‌های توسعه یافته و در رنگ‌های زرد، نارنجی، قرمز، مارون، بنفش، قهوه ای، سفید و کرم یافت می‌شود. مورد مهم حساسیت آن به بیماری‌های عفونی مانند Clubroot است.
شب بوی زرد مینیاتوری دو گلبرگی توسط کشیش هنری هارپر-کرو (قبل از ۱۸۸۳) کشف شد و در حال حاضر به نام «هارپر کرو» معروف است. دیگر انواع پرورشی ممکن است کمی در ظاهر از گیاه وحشی متفاوت تر باشند. یک گونه موسوم به 'ژاکت چلسی، برنده جایزه انجمن باغبانی سلطنتی انگلستان شده‌است.